# La Caravane vers l'Ouest
Pour plus de détails, voir Fiche technique et Distribution.
La Caravane vers l'Ouest (The Covered Wagon) est un film américain réalisé par James Cruze en 1923.

## Synopsis
L'action se déroule en 1848. Deux caravanes d'expatriés s'unissent au Kansas et parcourent 2 000 miles à l'ouest pour commencer une nouvelle vie dans l'Oregon. Le chef des colons est le vieux père à l'autorité naturelle, Wingate. Les scouts sont Sam Woodhull, le têtu, et le généreux et talentueux Will Banion. Mais Banion a un secret autour d'un crime qu'il aurait commis dans l'armée. 
En cours de route, ils rencontrent un certain nombre de difficultés, telles que la faim et le mauvais temps. 
En outre, Sam Woodhull a entraîné les colons dans des affrontements avec les Indiens et a par la suite suscité la fièvre de l'or chez certains d'entre eux lorsque la nouvelle de découvertes d'or leur est parvenue. Un différend s'ensuit et beaucoup quittent la caravane et déménagent en Californie. 
À maintes reprises, Sam Woodhull cause des problèmes, s'étant impliqué avec Will Banion dans une lutte de pouvoir pour diriger la caravane, mais aussi pour obtenir les faveurs de la jeune Molly Wingate.
Heureusement, Banion est secouru par son vieil ami William Jackson, mais à la fin, il quitte également la caravane peu avant l'Oregon pour la Californie afin d'y tenter sa chance, car le père de Molly interdit tout lien avec sa fille. Woodhull, qui est rejeté par Molly parce qu'elle continue d'aimer Banion, veut se débarrasser de lui en Californie. 
Il prévoit de lui tirer dessus lors d'une embuscade. Heureusement, Jackson voit la scène et tire à son tour sur Woodhull. Avec la nouvelle que Molly l'attend toujours dans l'Oregon, Will Banion et sa fortune se dirigent vers l'Oregon où il peut enfin prendre Molly dans ses bras.

## Fiche technique
- Titre : La Caravane vers l'Ouest
- Titre original : The Covered Wagon
- Réalisation : James Cruze
- Scénario : Jack Cunningham, d'après le roman de Emerson Hough (en)
- Musique : Hugo Riesenfeld
- Photographie : Walter Reed et Karl Brown
- Premier assistant opérateur : Irvin Willat
- Montage : Dorothy Arzner
- Costumes : Howard Greer
- Producteur : Jesse L. Lasky
- Société de production : Paramount Pictures
- Distributeur : Paramount Pictures
- Pays de production :  États-Unis
- Format : noir et blanc
- Genre : western
- Durée : 103 minutes
- Date de sortie : 1923

## Distribution
- J. Warren Kerrigan : William Bannion
- Lois Wilson : Molly Wingate
- Charles Ogle : Mr Wingate
- Ethel Wales : Mrs Wingate
- Tully Marshall : Jim Bridger
- Alan Hale : Sam Woodhull
- Ernest Torrence : Jackson
- Guy Oliver : Kit Carson
- Johnny Fox : Jed Wingate
- Tim McCoy : Un cavalier
- Chief Thunderbird (non crédité) : Un indien

## Commentaires
- Le film a été tourné intégralement en extérieur dans le Nevada et en Utah avec des moyens considérables. La figuration fut recrutée sur place.
- Premier grand Western épique La Caravane vers l'Ouest consacra le western comme un genre important.
- Malgré l'énorme succès de La Caravane vers l'Ouest, Jame Cruze ne revint que deux fois au Western, avec Pony Express (1925) et L'Or maudit (1936).
- Le titre en anglais : The Covered Wagon, fait référence au Chariot bâché, moyen de transport utilisé par les colons, et qui servait de maison.